# Regresja morza

Dwa diagramy ilustrujące odpowiednio: regresję i transgresję morza

Regresja morza – wycofanie się morza z poprzednio zalanych terenów. Zachodzi wskutek ruchów pionowych skorupy ziemskiej albo ruchów eustatycznych, spowodowanych globalnym ochłodzeniem się klimatu. Regresja jest przeciwieństwem transgresji morskiej.